# Gerszon Szofman
Gerszon Szofman, także Schoffmann (ur. 1880 w Orszy, zm. 1972 w Izraelu) – żydowski pisarz i tłumacz piszący w języku hebrajskim, znany przede wszystkim z miniatur literackich.

## Życiorys
Gerszon Szofman urodził się w 1880 roku w Orszy. Odebrał tradycyjne, religijne wykształcenie, które rozwinął poprzez lekturę literatury po hebrajsku i rosyjsku.
W 1899 roku na łamach prasy pojawiły się jego pierwsze teksty, zaś trzy lata później ukazał się jego debiutancki zbiór opowiadań pt. Sipurim we-cij(j)urim (Opowiadania i obrazki). Służąc w armii rosyjskiej w Homlu poznał i zaprzyjaźnił się z Uri Nissanem Gnessinem. Na początku wojny rosyjsko-japońskiej zbiegł z wojska do Galicji i osiadł we Lwowie, gdzie przebywał do 1913 roku. W tym okresie zdobył rozgłos jako jeden z czołowych, modernistycznych pisarzy tworzących po hebrajsku. Opublikował wtedy ok. 50 opowiadań, tworzył poezję, tłumaczył, zajmował się krytyką literacką i redagował czasopisma literackie, w których m.in. opublikował pierwsze hebrajskie opowiadanie i wiersz młodego Uri-Cewi Grinberga.
W 1913 roku Szofman wyjechał do Austrii, po czym w 1938 roku dokonał aliji i zamieszkał w Hajfie. W 1957 roku został laureatem Nagrody Izraela. Zmarł w 1972 roku.

## Twórczość
Znany przede wszystkim z miniatur literackich, refleksyjnych szkiców dydaktycznych i zwięzłych esejów na temat literatury i życia. Jego twórczość charakteryzuje się precyzją i oszczędnością. W opowiadaniach unika tradycyjnej, linearnej fabuły, jego utwory opierają się raczej na zwięzłych wypowiedziach i scenach, które z początku mogą wydawać się niezwiązane ze sobą, jednak zawsze są konsekwencją twardych zasad przeznaczenia. Miniatury te nie posiadają także tradycyjnego zakończenia. Tematy jego utworów związane są z jego własnymi doświadczeniami i obserwacjami życia żydowskiej diaspory, jak i emigracją. 
Przekładał na hebrajski utwory m.in. Maksima Gorkiego, Petera Altenberga czy Antona Czechowa.